# Virginie Ledoyen
Virginie Fernandez (Aubervilliers, 15 de Novembro de 1976), conhecida pelo nome artístico de Virginie Ledoyen, é uma atriz francesa.
Iniciou a carreira com dois anos de idade, como modelo  para televisão. Estudou na L'Ecole des Enfants du Spectacle. Trabalhou na campanha presidencial de Lionel Jospin no ano de 2002. 

## Filmografia
| O Ladrão de Crianças (Christian de Chalonge)        | 1991 |
| Les Marmottes (Élie Chouraqui)                      | 1993 |
| Água Fria (Olivier Assayas)                         | 1994 |
| Mulheres Diabólicas (Claude Chabrol)                | 1995 |
| Uma Garota Solitária (Benoît Jacquot)               | 1995 |
| Mahjong (Edward Yang)                               | 1996 |
| Ma 6-T va Crack-er (Jean-François Richet)           | 1997 |
| Héroïnes (Gérard Krawczyk)                          | 1997 |
| Fim de Agosto, Começo de Setembro (Olivier Assayas) | 1998 |
| En Plein Coeur (Pierre Jolivet)                     | 1998 |
| A Adoção (James Ivory)                              | 1999 |
| A Praia (Danny Boyle)                               | 2000 |
| Tudo Sobre o Amor (Jean-François Richet)            | 2001 |
| 8 Mulheres (François Ozon)                          | 2002 |
| Viagem do Coração (Jean-Paul Rappeneau)             | 2003 |
| A Profecia dos Anjos (Pascal Laugier)               | 2004 |
| Contratado para Amar (Francis Veber)                | 2006 |
| Bosque das Sombras (Koldo Serra)                    | 2006 |
| Só um Beijo, Por Favor! (Emmanuel Mouret)           | 2007 |
| Meus Amigos, Meus Amores (Lorraine Levy)            | 2008 |
| O Exército do Crime (Robert Guédiguian)             | 2009 |
| Tudo o Que Reluz (Hervé Mimran)                     | 2010 |
| Adeus, Minha Rainha (Benoît Jacquot)                | 2012 |
| Um Novo Dueto (Emmanuel Mouret)                     | 2013 |
| Milf (Axelle Laffont)                               | 2018 |